# Coloni C4B
Vous lisez un « bon article » labellisé en 2015.
Chronologie des modèles (1991-1992)
Aucun Andrea Moda S921
La Coloni C4B, également nommée Andrea Moda C4B, engagée dans le cadre du premier Grand Prix du championnat du monde de Formule 1 1992, est la première monoplace de Formule 1 de l'écurie italienne Andrea Moda Formula. Elle est pilotée par l'Italien Alex Caffi, en provenance de l'écurie Footwork Racing, et son compatriote Enrico Bertaggia, pilote de Formule 3000 japonaise dont la dernière apparition en Formule 1 remonte à la saison 1989, au sein de l'écurie italienne Coloni.
Conçue par les étudiants de l'université de Pérouse sous la supervision de l'ingénieur britannique Paul Burgess, la Coloni C4B est une évolution de la Coloni C4 construite par l'ingénieur franco-belge Christian Vanderpleyn, la monoplace la plus lente de la saison 1991, engagée par Coloni. Il s'agit d'une monoplace de transition, mise en œuvre en attendant la mise au point de l'Andrea Moda S921, initialement prévue pour le Grand Prix d'Espagne.
La Coloni C4B fait pourtant son unique apparition lors de la manche inaugurale du championnat du monde, en Afrique du Sud, lors de laquelle Andrea Moda Formula est exclue pour ne pas avoir payé les frais d'inscription en championnat et pour ne pas avoir engagé une monoplace inédite : l'écurie étant considérée comme une nouvelle venue en Formule 1, elle doit disposer d'une monoplace entièrement inédite. La C4B est remplacée par la S921 dès le Grand Prix suivant, au Mexique.

## Contexte et développement

### Rachat de l'écurie Coloni
Andrea Moda Formula trouve ses origines au sein de l'écurie italienne Coloni qui, de 1987 à 1991, a participé à quatorze Grands Prix de Formule 1 en soixante-cinq engagements. En 1991, la modeste écurie qui ne dispose que de moyens techniques limités et d'un budget équivalent à une écurie de Formule 3000 de milieu de grille, est considérée par la presse spécialisée comme « la risée de la Formule 1 ». Coloni ayant échoué pendant ses deux dernières saisons et demi à franchir l'étape des pré-qualifications, est même surnommée « le roi des non qualifiés ».
À l'été 1991, Coloni, en défaut de paiement, tente infructueusement de se rapprocher indirectement de Lamborghini en voulant fusionner avec la moribonde Modena Team. En septembre 1991, Enzo Coloni vend, pour huit millions de dollars, son équipe criblée de dettes à l'homme d'affaires italien Andrea Sassetti. L'écurie conserve la dénomination Coloni Racing Srl  pour les deux dernières manches de cette saison puis est renommée Andrea Moda Formula en 1992,.

### Andrea Sassetti, novice en sport automobile
Andrea Sassetti est un homme d'affaires italien qui a créé, en 1985, Andrea Moda, une marque de chaussures féminines haut de gamme. L'origine de sa fortune est assez floue ; si certaines sources l'attribuent à la succession de son père, Silvano Sassetti, un riche fabricant de chaussures, d'autres évoquent qu'il a gagné trois millions de lires au poker dans les années 1980, tandis que certains soupçonnent des liens avec la mafia et le commerce illégal. D'après un entretien téléphonique publié sur Internet, Sassetti est issu d'une famille de paysans pauvres qui s'est enrichie en travaillant et en gagnant de l'argent grâce aux jeux de hasard,.
Andrea Sassetti est également propriétaire d'une chaîne de discothèques en Italie et l'univers fermé de la Formule 1 comprend mal sa volonté d'intégrer la discipline-reine du sport automobile qui lui est totalement inconnue. Il est généralement décrit comme un « magnat de la chaussure », un « patron d'un groupe industriel de la chaussure », ou le « roi italien du prêt-à-porter »,,,,.
Si des observateurs pensent que Sassetti s'intéresse sérieusement à la Formule 1, d'autres voient en l'arrivée d'Andrea Moda Formula une tentative de la part de Sassetti de promouvoir son entreprise de mode grâce au sport automobile, à l'instar de Benetton via Benetton Formula. Enfin, quelques observateurs suggèrent que l'engagement de Sassetti a pour finalité le blanchiment d'argent.

### Une nouvelle écurie aux frêles infrastructures
Lors de la préparation du championnat 1992 de Formule 1, le siège d'Andrea Moda Formula est installé dans les anciens ateliers de l'écurie Coloni, à Passignano sul Trasimeno, une petite ville d'Italie centrale,. La nouvelle écurie, qui compte une quarantaine d'employés, continue d'utiliser le matériel de l'ancienne équipe et, selon plusieurs observateurs, Sassetti n'a que très peu, voire pas du tout, investi de fonds supplémentaires dans l'amélioration des infrastructures, ce qui pourrait dénoter un certain manque de sérieux de la nouvelle structure de course,.
En janvier 1992, le Suisse Gregor Foitek, qui cherche un volant après la faillite des écuries Onyx et Monteverdi pour lesquelles il pilotait en 1989 et 1990, visite les locaux de Passignano sul Trasimeno et déclare que de telles installations « sont si mauvaises qu'elles ne peuvent pas être associées à la Formule 1 ». Pour compléter son personnel de course, Sassetti est allé jusqu'à recruter, entre autres, un mécanicien et un chauffeur de camion parmi les ouvriers de son usine de chaussures.
Le magazine Formula One International révèle que la brochure promotionnelle de l'écurie dévoile en couverture une « ombre de femme nue jouant du saxophone »  peu en accord avec l'image chic de la Formule 1 et preuve du caractère douteux de l'homme d'affaires italien. Sport Auto déclare plus sobrement que le « dépliant publicitaire préparé à l'intention des sponsors potentiels est un modèle de mauvais goût qui dégrade l'image de la Formule 1 ».

## Création de la monoplace

### Un châssis dérivé de la Coloni FC189 de 1989

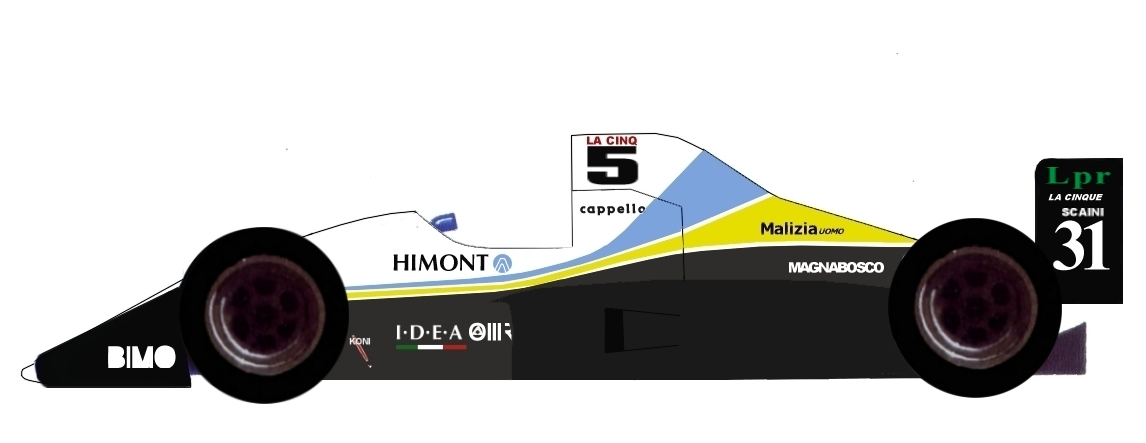
Les dernières monoplaces de Coloni, ainsi que la C4B, sont en réalité des évolutions mineures de cette Coloni FC189 de 1989.

La Coloni C4B trouve ses origines au printemps 1989, lorsque l'ingénieur franco-belge Christian Vanderpleyn conçoit la Coloni FC189, équipée d'un moteur V8 Ford-Cosworth DFR. À son volant, Roberto Moreno ne se qualifie qu'à trois reprises en onze engagements tandis que Pierre-Henri Raphanel ne parvient jamais à se pré-qualifier.
En 1990, Vanderpleyn adapte le châssis pour lui greffer un moteur Subaru. La monoplace, devenue FC189B, est pilotée par Bertrand Gachot qui échoue à se pré-qualifier lors de ses huit engagements en Grand Prix. À l'été 1990, Subaru, conscient que son association avec Coloni nuit à son image de marque se désengage et le bloc Ford-Cosworth originel est réinstallé ; pour autant, Gachot ne parvient pas à améliorer ses performances au volant de la désormais Coloni FC189C.
Pour 1991, Coloni confie la FC189C aux étudiants de l'université de Pérouse qui la modifient en Coloni C4. Ce châssis ne diffère des versions FC189 que par des pontons et une boite à air modifiés. Pedro Chaves puis Naoki Hattori ne se pré-qualifient jamais durant l'ensemble de la saison,,.
Pour participer au championnat 1992, Andrea Sassetti tente de perfectionner la C4, en attendant que l'Andrea Moda S921, dont la finalisation est confiée au bureau d'études en ingénierie britannique Simtec, soit prête pour le début de la saison européenne,,.

### Différences entre la Coloni C4 et sa version B

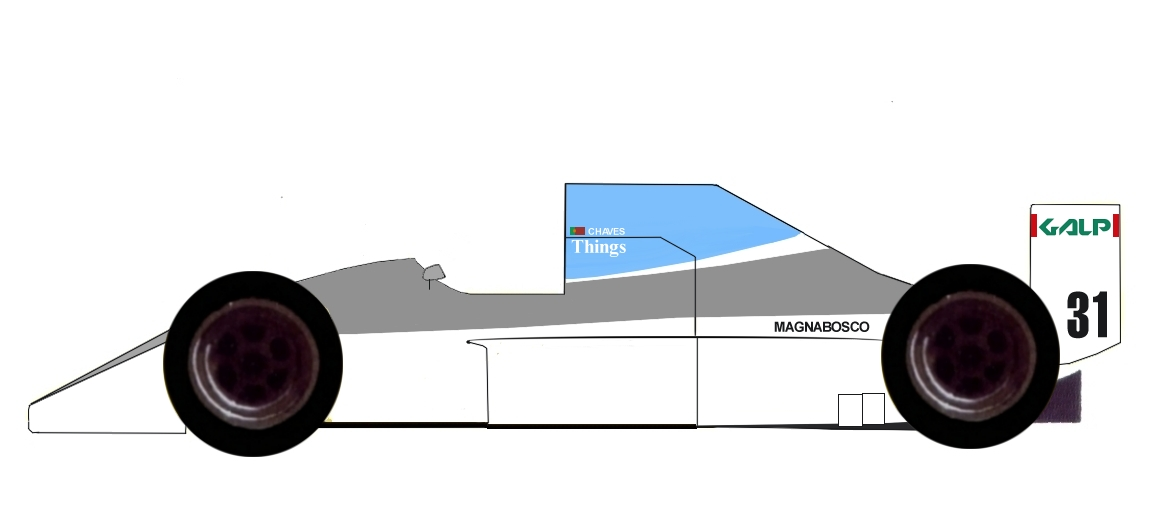
La C4 est la dernière monoplace de Coloni.

Afin d'améliorer la Coloni C4, Andrea Moda Formula conclut un partenariat de fourniture de moteurs avec le motoriste britannique Judd qui lui propose les blocs V10 GV d'occasion utilisés en 1991 par la Scuderia Italia pour sa Dallara 191. Si la C4 est mue par un moteur V8 Ford-Cosworth DFR développant 620 chevaux à 11 500 tours par minute, le moteur Judd développe 750 chevaux à 13 500 tours par minute et pèse 130 kilogrammes, 25 de moins que le bloc américain,,,.
De plus, Sassetti rachète à la Scuderia Italia les suspensions arrière et la boîte de vitesses transversale semi-automatique à six rapports de la Dallara 191. Les suspensions avant et la base du châssis C4 sont conservées. Dans les premières semaines de l'année 1992, ces pièces d'occasion sont greffées à la Coloni C4 par les étudiants de l'université de Pérouse, sous la direction de Paul Burgess. La C4B, avec 530 kilogrammes, est l'une des plus lourdes monoplaces du plateau et rend 25 kilogrammes à la Williams FW14B, la voiture la plus puissante de la saison,,
Début février, Alex Caffi teste le nouveau châssis C4B sur le circuit de Misano en Italie.

## Choix des pilotes

### Alex Caffi

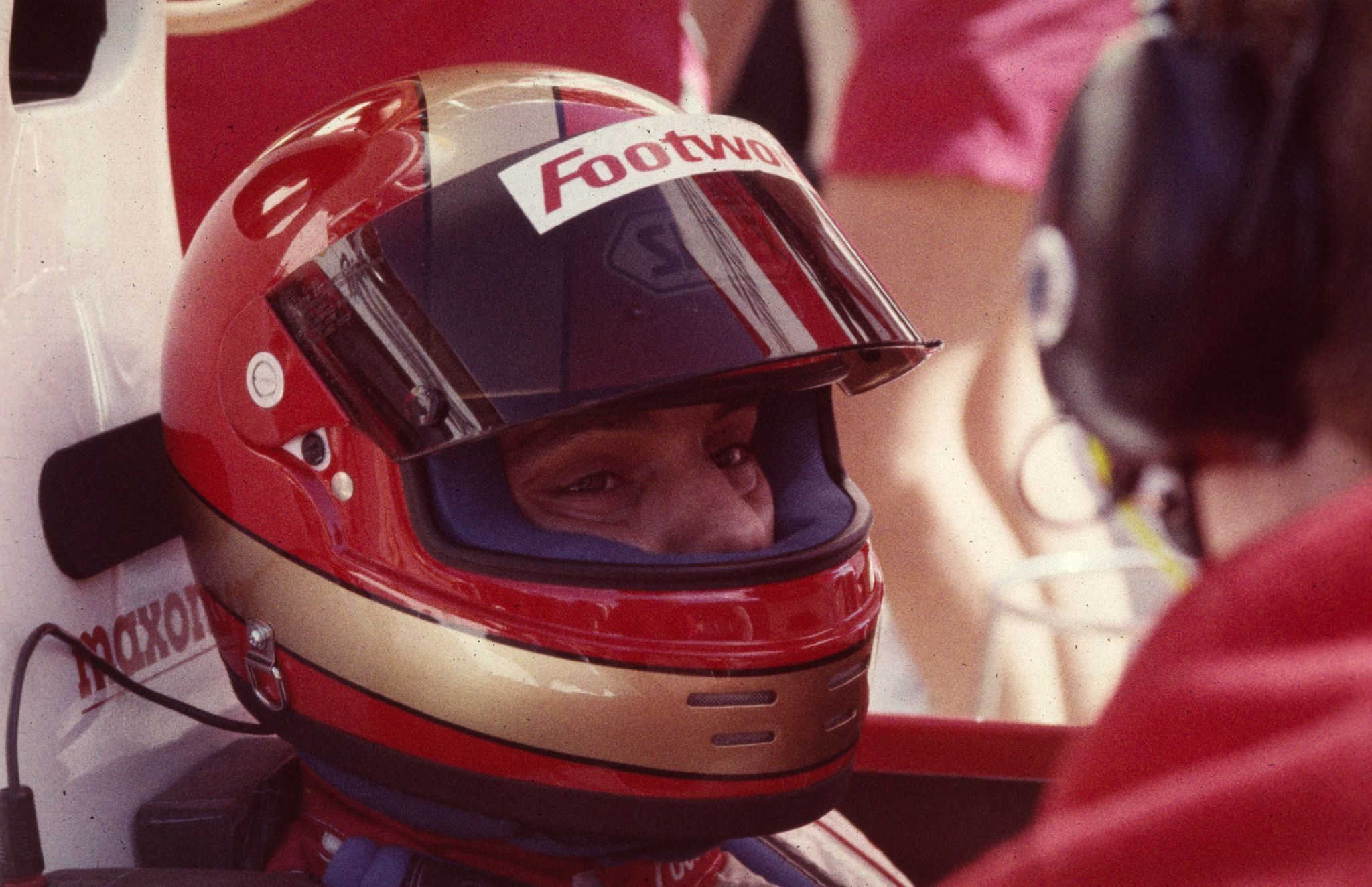
Alex Caffi, ici en 1991, effectue chez, Andrea Moda Formula, sa septième saison en Formule 1.

Le premier pilote engagé, à la mi-décembre 1991, est l'Italien Alex Caffi,,. Après trois bonnes saisons en championnat d'Italie de Formule 3, Caffi est engagé au sein de la modeste écurie Osella lors du Grand Prix d'Italie 1986 où il termine onzième et dernier. Reconduit par Enzo Osella pour la saison 1987, le jeune Italien dispose, à nouveau, d'une des monoplaces les plus lentes et les moins fiables du plateau.
En 1988, il rejoint la nouvelle Scuderia Italia où, encore au volant d'une monoplace peu compétitive, il réalise quelques coups d'éclat et se retrouve même deuxième du Grand Prix des États-Unis avant d'abandonner. L'année suivante, il marque ses premiers points en championnat du monde et obtient comme meilleur résultat une quatrième place à Monaco.
En 1990, engagé par Arrows, il marque deux points en championnat, à nouveau dans les rues monégasques. La saison suivante, alors qu'Arrows devient Footwork Racing, Caffi échoue systématiquement en qualifications et se blesse lors du Grand Prix de Monaco. Après une période de convalescence de deux mois et demi, il ne se qualifie que lors des deux dernières courses de la saison.
Après cette saison désastreuse et, durant l'hiver 1991-1992, un grave accident de la route à Brescia où il se brise la mâchoire, Caffi envisage de mettre un terme à sa carrière en Formule 1 avant de rejoindre Andrea Moda Formula, pensant que cette nouvelle écurie lui apportera un second souffle : « J'ai trouvé qu'Andrea Moda est motivé et, au début, j'ai été impressionné. Il y avait beaucoup de bons gars, ils m'ont fait bonne impression. Sassetti avait beaucoup d'argent et voulait investir dans l'équipe »,.

### Enrico Bertaggia
Andrea Sassetti noue des contacts avec le Suisse Gregor Foitek et l'Allemand Christian Danner pour pourvoir le poste de second pilote. Foitek, déçu par sa visite des locaux en janvier 1992, décline la proposition tandis que les négociations avec Danner, qui n'a pas de budget à apporter à l'écurie, échouent,. La seconde monoplace est alors confiée à l'Italien Enrico Bertaggia, recruté le 5 février, le jour même de la date butoir des inscriptions des pilotes au championnat 1992,.
Bertaggia commence sa carrière en monoplace en championnat d'Italie de Formule 3 en 1985 avant de remporter le titre en 1987, au sein de l'écurie Forti Corse qui l'engage ensuite en championnat international de Formule 3000 en 1988. Peu performant durant l'ensemble de la saison, le jeune espoir remporte néanmoins deux épreuves de prestige : le Grand Prix de Monaco de Formule 3 et le Grand Prix automobile de Macao.
En 1989, alors qu'il dispute quelques courses du championnat de Formule 3000, Coloni l'embauche pour les dernières manches de la saison de Formule 1. Cette expérience se révèle calamiteuse puisqu'il échoue à se pré-qualifier lors des six Grands Prix pour lesquels il est engagé, Bertaggia étant le pilote le plus lent du plateau.
L'année suivante, après que des négociations pour un poste de pilote-essayeur chez McLaren Racing échouent, l'Italien part au Japon et y dispute, pendant deux saisons, le championnat local de Formule 3000 au sein de Footwork Racing,.

## Unique engagement en championnat du monde en Afrique du Sud
La Coloni C4B est engagée lors de la manche inaugurale de la saison 1992, au Grand Prix d'Afrique du Sud, disputé du 28 février au 1er mars 1992. Le jeudi avant le Grand Prix, une journée d'essais exceptionnelle est organisée car le Grand Prix d'Afrique du Sud n'a plus été disputé depuis 1985 et le tracé du circuit de Kyalami a été profondément modifié depuis. Le jeudi matin, durant la session où un pilote de chaque écurie doit prendre part, Caffi n'effectue qu'un demi tour de piste avant de rencontrer un problème de batterie qui met fin à sa journée ; Bertaggia ne participe pas à la séance car seule une monoplace est opérationnelle. Un communiqué de presse annonce pourtant qu'Andrea Sassetti aurait limogé un mécanicien après que celui-ci a travaillé sur un second châssis C4B allant ainsi à l'encontre de ses instructions. Il est toutefois peu probable que deux C4B aient été convoyées en Afrique du Sud puisqu'il n'existait qu'un seul exemplaire de la Coloni C4 ; seul le magazine zurichois Motorsport Aktuell rapporte qu'Andrea Moda a emmené une deuxième C4B, non assemblée. Andrea Moda Formula n'ayant pas les moyens de dépenser de l'argent pour fabriquer de front un second châssis de transition à partir de rien et deux monoplaces S921, cet hypothétique châssis, s'il a existé, ne pourrait être qu'une adaptation de la Coloni FC189B.
Avant la séance de pré-qualifications, la FISA procède à l'inspection technique de l'ensemble des monoplaces engagées qui conduit à un imbroglio juridico-sportif. Si les commissaires sportifs trouvent que la Coloni C4B reste très similaire à la Coloni C4 engagée par Coloni en 1991, (la seule différente marquante entre les deux châssis étant le système de suspension arrière) ils déclarent la monoplace conforme au règlement en vigueur. Toutefois, l'instance dirigeante de la Formule 1 constate dans la foulée que la société que Sassetti a racheté à Coloni n'est pas celle qui engageait les voitures en championnat du monde. Andrea Moda ne peut donc plus prétendre être la continuation de l'équipe Coloni mais une nouvelle écurie ; dans ce cas, ses voitures ne sont plus conformes puisque les « Accords de la Concorde » stipulent qu'une nouvelle écurie doit engager un châssis inédit. La FISA décide donc d'exclure Andrea Moda Formula du championnat du monde,,.
Andrea Sassetti, qui maintient que son écurie doit être considérée comme la succession de Coloni et non comme une nouvelle venue dans la discipline (de sorte à pouvoir engager légalement un ancien châssis et à ne pas payer de caution d'entrée à la FISA) n'a pas réglé la caution d'inscription de 100 000 dollars demandés à chaque nouvelle équipe. La FISA maintient que Sassetti est le fondateur d'une nouvelle écurie car s'il a bien racheté les anciennes monoplaces et les équipements d'Enzo Coloni, il n'a pas pour autant acheté son droit à participer au championnat du monde,,.
Soucieux d'apaiser les tensions, Bernie Ecclestone, qui pourtant se réjouissait de l'exclusion de l'équipe italienne qui permettrait d'éviter d'organiser des séances de pré-qualification, réunit la FOCA afin de demander d'une part la prise en charge des frais de transport du matériel de l'équipe vers sa base italienne si jamais son exclusion est maintenue, d'autre part la signature d'une pétition demandant la réintégration d'Andrea Moda au championnat si l'écurie s'engage à se mettre en conformité avec le règlement sportif et technique dès la course suivante. En ce cas, l'exclusion se transformerait en forfait dû à un cas de force majeure n'entrainant pas de sanction financière pour l'écurie.

## Remplacement de la C4B par la S921
Deux jours après l'exclusion du Grand Prix d'Afrique du Sud, et après avoir envisagé de fermer son écurie, Andrea Sassetti conclut un accord avec la FISA : Andrea Moda Formula, qui a finalement payé la caution, est admise à participer au championnat du monde de Formule 1 à condition d'engager un châssis inédit. La semaine suivante, la FISA annonce que si Andrea Moda se présente à Mexico avec deux monoplaces inédites répondant au règlement, l'équipe serait réintégrée en championnat.
Sassetti demande alors à Simtec, qui prépare la future Andrea Moda S921, d'accélérer son travail de mise au point afin que la nouvelle monoplace puisse être engagée dès le Grand Prix du Mexique, organisé trois semaines après la manche sud-africaine car l'équipe risque une amende de la FISA pour non-présentation de ses monoplaces aux premières courses de la saison.

## Devenir de la C4B
La Coloni C4B (du moins l'unique châssis officiellement recensé) a été achetée par une succession de collectionneurs privés qui ont choisi de la reconvertir en Coloni C4 mue par le bloc Ford-Cosworth DFR. Elle apparaît occasionnellement, lors de courses historiques, comme en 2012 à Zandvoort aux Pays-Bas, aux mains de Jan Lammers.

## Résultats en championnat du monde de Formule 1
| Saison | Écurie              | Moteur      | Pneumatiques | Pilotes          | Courses | Courses | Courses | Courses | Courses | Courses | Courses | Courses | Courses | Courses | Courses | Courses | Courses | Courses | Courses | Courses | Points inscrits | Classement |
| Saison | Écurie              | Moteur      | Pneumatiques | Pilotes          | 1       | 2       | 3       | 4       | 5       | 6       | 7       | 8       | 9       | 10      | 11      | 12      | 13      | 14      | 15      | 16      | Points inscrits | Classement |
| ------ | ------------------- | ----------- | ------------ | ---------------- | ------- | ------- | ------- | ------- | ------- | ------- | ------- | ------- | ------- | ------- | ------- | ------- | ------- | ------- | ------- | ------- | --------------- | ---------- |
| 1992   | Andrea Moda Formula | Judd GV V10 | Goodyear     |                  | AFS     | MEX     | BRÉ     | ESP     | SMR     | MON     | CAN     | FRA     | GBR     | ALL     | HON     | BEL     | ITA     | POR     | JAP     | AUS     | 0               | 16e        |
| 1992   | Andrea Moda Formula | Judd GV V10 | Goodyear     | Alex Caffi       | Exc.    |         |         |         |         |         |         |         |         |         |         |         |         |         |         |         | 0               | 16e        |
| 1992   | Andrea Moda Formula | Judd GV V10 | Goodyear     | Enrico Bertaggia | Exc.    |         |         |         |         |         |         |         |         |         |         |         |         |         |         |         | 0               | 16e        |

### Citations originales
1. ↑  (en) « Shadowy, nude female saxophonist. »
2. ↑  (en) « So, I find Andrea Moda are interested, and at the beginning, I was impressed, there were a lot of good guys, they gave a good impression, he (Andrea Sassetti) had a lot of money and he wanted to invest in the team. »